# Lord Jim
Lord Jim este un roman de Joseph Conrad publicat inițial ca o serie în revista Blackwood's Magazine între octombrie 1899 și noiembrie 1900. Un eveniment timpuriu și primar este abandonarea navei în pericol, de către echipajul acesteia, inclusiv și tînărul marinar britanic Jim. El este criticat public pentru acțiunea sa și nuvela urmărește încercările de mai târziu la venirea la termen cu trecutul său. În 1998, Librăria Modernă l-a clasat pe Lord Jim Nr. 85 în lista a 100 cele mai bune romane în limba engleză din secolul al XX-lea.

## Sinopsis
Jim (numele său niciodată nu a fost dezvăluit), un tânăr marinar englez, devine ofițer secund pe Patna, o navă plină de pelerini călătorind spre Mecca pentru hajj. Când nava a început rapid să ia apă și dezastrul părea iminent, Jim s-a alăturat capitanului său și altor membri de echipaj abandonând vasul și pasagerilor săi. Câteva zile mai târziu, ei au fost salvați de către o navă britanică. Totuși, Patna și pasagerii săi au fost de asemenea salvați mai târziu, și acțiunile vrednice de dispreț ale echipajului au devenit cunoscute. Ceilalți participanți se sustrag de la anchetă, lăsându-l pe Jim singur la tribunal. Curtea l-a lipsit de certificatul său de navigație pentru abaterile de la datorie. Jim este furios pe sine însuși, atât pentru momentul de slabiciune, cât și pentru ratarea oportunității de a fi un „erou”.
La proces, l-a întâlnit pe Charles Marlow, un căpitan de vas care, în pofida îndoielilor sale asupra a ceea ce el vede ca alienare morală a lui Jim, începe să-l ocrotească, pentru el fiind "de-al nostru". Mai târziu, Marlow îl găsește pe Jim lucrând ca funcționar al navei lui Chandler. Jim încearcă să rămână necunoscut (incognito), dar ori de câte ori oprobriul incidentului Patnei îl prinde, el își abandonează locul și se mișcă mai departe spre est. Mai târziu, prietenul lui Marlow, Stein, sugerează plasarea lui Jim ca factorul său în Patusan, o așezare interioară la distanță cu un amestec de populatie malaeziana și Bugis, unde trecutul lui Jim poate rămâne ascuns.
În timp ce trăia pe insulă, el dobândește titlul „Tuan”, ('Lord'). Aici Jim câștigă respectul oamenilor și devine liderul lor scutindu-i de jafurile banditului, Seriful Ali, și protejându-i de șeful corupt local, malaiezianul Rajah Tunku Allang. Jim câștiga dragostea lui Jewel, o femeie de rasă amestecată, și este 'aproape mulțumit'. Sfârșitul vine câțiva ani mai târziu, când orașul este atacat de către jefuitorul „Gentleman” Brown. Deși Brown și oamenii lui sunt respinși, Dain Waris, fiul liderului comunității Bugis, este ucis. Jim se întoarce la Doramin, liderul Bugilor, și de buna voie ia un glonț fatal în piept de la el, ca răzbunare pentru moartea fiului său.
Marlow este de asemenea naratorul a altor trei opere ale lui Conrad: Inima întunericului, Tineretul și Sansul.

## Vezi și
- Joseph Conrad